# Pansarhane
Pansarhane (Peristedion cataphractum) är en bottenfisk i ordningen kindpansrade fiskar som finns i östra Atlanten. 

## Systematik
Den har tidigare placerats i släktet Chelidonichthys men placeras numera ofta i släktet Peristedion och detta släkte placeras i sin tur ibland i den egna familjen Peristediidae.

## Utseende
Pansarhanen har en avlång, åttakantig kroppsform med stort huvud i likhet med knotfiskarna, men huvudets utformning är helt annorlunda: Nosen är lång och kluven så den bildar två framåtriktade spröt, under hakan har den en samling skäggtömmar och på gällocket finns en stor tagg. Munnen saknar tänder, och kroppens fjäll är förbenade. Den har två fria fenstålar på vardera bröstfenan. Som mest kan den bli 40 cm lång, men är vanligtvis betydligt mindre.

## Utbredning
Pansarhanen lever i östra Atlanten från Brittiska öarna via Medelhavet till Angola.

## Ekologi
Arten är en sällskaplig bottenfisk, som lever på ett djup mellan 50 och 600 m (290 till 850 m i östra Joniska havet) invid klipp- och dybottnar. Oftast håller den sig dock under 150 m. Den använder huvudets spröt för att söka efter byten i bottenslammet, och kan liksom knotfiskarna använda bröstfenornas fria strålar till att gå med på bottnen. Ynglen är pelagiska och lever i kustnära vatten.